# Большие Ключи (Нижегородская область)
Больши́е Ключи́ — деревня в Воскресенском районе Нижегородской области. Входит в состав Владимирского сельсовета.
Имеет две улицы: Широкая и Луговая. Находится в четырёх километрах от административного центра — села Владимирского.

## География
Располагается вдоль левого берега реки Люнда, правого притока реки Ветлуга.
Деревня расположена около 100 метров от автодороги K18 Нижний Новгород — Воскресенское, которая ответвляется в деревне Боковая на Воскресенское направление от региональной автодороги Р159.

## История
Бывшая деревня Починки, которая почти вся сгорела. После восстановления деревня стала называться Петогузово. До 1922 года деревня была в составе Овсяновской волости Варнавинского уезда Костромской губернии.
В начале советских времён (1917 год) деревню переименовали в Большие Ключи, так как вся местность имеет множество плывунных спокойных ключей.